# Момент (физика)
В физике понятие момент (помимо его общефилософского значения «точка на временной оси») используется в связанном с движением смысле — как «движущее начало». Моментом обычно называют характеристику такого воздействия на рассматриваемую точку (или твёрдое тело, ось), которое осуществляется не непосредственно, не напрямую, а в той или иной мере через передаточное звено — допустим, «вокруг» центра масс либо через плечо рычага, приложенного к оси вращения. И в механике, и в других разделах физики величина «момента» такой-то величины может вычисляться как произведение радиус-вектора на данную величину. Примеры: момент системы сил {\displaystyle {\vec {M}}=\sum {\vec {r}}_{i}\times {\vec {F}}_{i}}, электрический дипольный момент системы зарядов {\displaystyle \sum q_{i}{\vec {r}}_{i}}.

## Происхождение понятия
Происходит от лат. movimentum, сокр.лат. momentum, от гл. лат. movere — «двигать». 
В трудах древнегреческих авторов тождественное понятие, под влиянием которого возник латинский термин, обозначается словом др.-греч. ῥοπή (букв. «склонение», «стяжение»), например, в таких выражениях как др.-греч. ἰσόρροπα («равноуклоняемый», «равнопотянутый») при описании рычага. Оттуда идёт тесная связь с понятием момента в математике (например, прямая аналогия момента в математической теории вероятностей с понятием момента распределения масс, статического момента в механике и т.д.).
В 1269 году Вильгельм Мёрбекский переводит на латынь различные труды Архимеда и Евтокия. Термин др.-греч. ῥοπή транслитерируется в ropen.
Около 1450 года Яков Кремонский впервые переводит др.-греч. ῥοπή в подобных текстах латинским термином momentum. Тот же термин воспроизводит в своём труде 1501 года Джорджо Валла, а затем Франческо Мавролико, Федерико Коммандино, Гвидобальдо дель Монте, Адриана ван Ромена, Флоренс Риво, Франческо Буонамичи, Марен Мерсенн и Галилео Галилей.
В русский язык термин момент в значении «двигающее начало» попал в контексте физико-математических наук.

## Применение
Понятие используется в ряде составных физических терминов, в том числе:
- Момент импульса;
- Момент инерции;
- Момент силы;
- Магнитный момент.

Также в составе ряда инженерно-конструкторских терминов в авиации, где действующая вокруг центра масс самолёта сила (например, набегающего потока воздуха) называется аэродинамическим моментом:
Любое вращение самолета под действием аэродинамического момента можно разложить на вращение вокруг трех взаимно перпендикулярных осей X, У, Z, проходящих через его центр тяжести.
Плоскость вращения самолёта вокруг каждой из этих осей «сечёт» самолёт по-разному. Соответственно, каждый из этих трёх действующих моментов получил своё название по способу сечения самолёта плоскостью его собственного вращения.
- Продольный момент или момент тангажа Mz, стремящийся повернуть самолет вокруг оси, проходящей через центр тяжести самолёта от одного «бока» до другого (т.е. вращение самолёта вокруг собственного центра тяжести происходит в продольной плоскости, «рассекающей» его вдоль, от носа к хвосту, сверху вниз). Иными словами, действие данной силы заставляет самолёт задирать или опускать нос. Продольный момент может называться кабрирующим, стремящимся увеличить угол тангажа (к задиранию носа), или пикирующим, стремящимся уменьшить угол тангажа (к опусканию носа).
- Путевой момент или момент рысканья My, стремящийся повернуть самолет вокруг оси, проходящей через центр тяжести самолёта от «брюха» до «потолка» (т.е. вращение самолёта вокруг собственного центра тяжести происходит в продольной плоскости, «рассекающей» его вдоль, от носа к хвосту, от одного бока к другому). Иными словами, действие данной силы заставляет самолёт менять курс, рыскать, «водить носом налево/направо» в горизонтальной плоскости.
- Поперечный момент или момент крена Мх, стремящийся повернуть самолет вокруг оси, проходящей через центр тяжести самолёта от хвоста к носу (т.е. вращение самолёта вокруг собственного центра тяжести происходит в поперечной плоскости, «рассекающей» его поперёк). Иными словами, действие данной силы заставляет самолёт поднимать одно крыло и, соответственно, опускать другое, «совершать крен влево/вправо»[3].

## См.также
- Момент (Гегель)
- Момент изображения
- Изгибающий момент